# Káldi Pál
Káldi Pál András (Tiszaföldvár, 1927. október 4. – Veszprém, 1990. június 21.) magyar vegyészmérnök, egyetemi tanár, rektor. A kémiai tudományok kandidátusa (1959).

## Életpályája
1939-ben családjával Ceglédre költözött. 1939–1947 között a Ceglédi Magyar Állami Kossuth Gimnázium tanulója volt. 1947–1951 között a budapesti műegyetemen vegyészmérnöki oklevelet szerzett. 1951-től tanított a Veszprémi Vegyipari Egyetemen. 1954–1957 között Moszkvában tudományos továbbképzésen volt. 1960-ban a Veszprémi Vegyipari Egyetemen műszaki doktori címet kapott. 1966–1971 között a Veszprémi Vegyipari Egyetem rektora, egyetemi tanára volt. 1968–1983 között a Kémiai Technológiai Tanszék vezetőjeként dolgozott. 1981-ben szívműtéten esett át. 1983-ban nyugdíjba vonult.
A Vámosi úti temetőben nyugszik.

## Művei
- Matematikai módszerek a kémiai gyakorlatban (társszerző, Budapest, 1963)
- Műtrágya technológia (1972)
- A levegőtisztaság védelme (Budapest, 1975)
- A nehézvegyipar levegőtisztaság védelme (Budapest, 1976)
- Vizes oldatok fázisegyensúlyai (Budapest, 1976)
- Szervetlen kémiai technológia 1. Választható technológia (1983)

## Díjai
- Akadémiai Díj (1961)